# Karen Brødsgaard
Karen Brødsgaard (født 10. marts 1978 i Horsens) er en tidligere dansk håndboldspiller. Hun stoppede karrieren i Aalborg DH, men har tidligere spillet bl.a. for Viborg HK og Ikast-Bording Elite Håndbold. Hun har med det danske landshold været med til at vinde OL-guld i 2000 og 2004.
Hun missede EM i håndbold 2000, da hun var skadet. Pernille Stenkil Hansen blev kaldt ind som erstatning.
Karen Brødsgaard har tidligere været assistent træner i Aalborg DH, Alingsås HK i Sverige, træner i EH Aalborg og assistent træner og midlertidig træner i Odense Håndbold. I dag underviser hun på håndboldlinien på Aalborg Sportshøjskole.